# 罗亚尔·罗宾斯
罗亚尔·罗宾斯（Royal Robbins；1935年2月3日—2017年3月14日）是一名美国攀岩运动先驱，开发了许多優勝美地的大岩壁攀岩路线。作为干净攀岩的支持者，他与伊冯·乔伊纳德一起鼓励依靠岩石的自然特征攀岩，保护天然地貌。
罗宾斯与妻子莉兹·罗宾斯（Liz Robbins）创立了户外服装公司罗亚尔·罗宾斯公司（Royal Robbins, LLC）和5.11战术品牌。